# Bertrand Migeat
Bertrand Migeat, né le 20 août 1945 à Paris et mort d’une crise cardiaque le 27 août 2007 à Saint-Savinien chez son frère François Migeat, est un acteur, mime et vidéaste français.

## Biographie
Né à Paris 20e d’un père saintongeais, Jean Migeat, entrepreneur, et d’une mère, Suzanne Julien, artiste peintre, issue d’une lignée de mineurs de fond tendance SR (socialistes révolutionnaires) du bassin houiller d’Auvergne.
Il passe une partie de son adolescence dans les pensionnats de la région parisienne et dans l’île d’Oleron, à laquelle il restera viscéralement attaché jusqu’à son dernier jour.
Dès l’école primaire, il choisit sa vocation, déclarant qu’il deviendra clown.
Quelques années plus tard, sa gestuelle conduira le metteur en scène Jean-Marie Serreau à l’engager pour une longue tournée théâtrale à Paris, au Théâtre de la Cité internationale, au Théâtre de l’Ouest Parisien, dans les Maisons de la Culture en Tunisie et au Liban.
Dans les années 1960, doué pour la peinture, il suit les cours du Lycée Corvisart des Arts Graphiques puis travaille comme assistant décorateur.
En 1963, il joint les cours de la Compagnie Maximilien Decroux, consacrée, dans le mime, aux rapports geste-son-image. Il se produit, en compagnie de Jean-Pierre Sentier, entre autres, sur la scène du Crazy Horse Saloon et celles des cabarets de la Rive Gauche ( L’Écluse, L'Échelle de Jacob, La Vieille Grille, etc.), avant de se mettre à l’interprétation et à la mise en scène de ses propres spectacles ou de ses One man Shows. Des textes de François Migeat, dont Machi-Machi, au Théâtre du Chapeau Rouge, en Avignon (avec Christian Bouillette et Bernard Malaterre), puis Potage Vénitien, Sans Issue, et un spectacle avec Armand Wahnoun, Les Ïatus.
En 1969, il aborde le théâtre à grande mise en scène avec Jean-Marie Serreau au Festival D’Hammamet pour Une tempête, d’Aimé Césaire (adaptation de l’œuvre de William Shakespeare) et au Théâtre de la Tempête pour Le printemps des bonnets rouges.
Pendant 20 ans, il poursuit son itinéraire de comédien dans le café théâtre, le théâtre, la télévision et le cinéma, jusqu’en 1990 où il rompt avec le monde du spectacle.
Il monte alors une petite structure vidéo et produit, réalise et monte toute une série de reportages en Turquie, Maroc, France, et un court métrage décapant sur les à côtés du Festival de Cannes.
Bertrand Migeat a épousé Dominique Rose. Ils ont une fille, Eloïse Migeat.

## Filmographie

### Cinéma

#### Longs métrages
- 1973 : George qui ? de Michèle Rosier
- 1974 : Jeanne ou la révolte de Luc Godevais
- 1975 : Que la fête commence de Bertrand Tavernier
- 1980 : Même les mômes ont du vague à l'âme de Jean-Louis Daniel
- 1981 : Le Sang du flamboyant de François Migeat
- 1982 : Parti sans laisser d'adresse de Jacqueline Veuve
- 1983 : Les Yeux des oiseaux de Gabriel Auer
- 1983 : SAS à San Salvador de Raoul Coutard
- 1984 : Laisse béton de Serge Le Péron
- 1985 : Parole de flic de José Pinheiro

#### Courts et moyens métrages
- 1965 : Karomama de François Migeat
- 1969 : La tentation d’Antoine de François Migeat
- 1972 : Paul et Virginie de François Migeat
- 1978 : L’Arrêt au milieu de Jean-Pierre Sentier
- 1978 : On a marché sur les eaux de François Migeat

### Télévision
- 1974 : Stefano de Bernard Bouthier
- 1977 : Un juge, un flic, 1 épisode, de Denys de La Patelliere
- 1978 : Au plaisir de Dieu, épisode La Déchirure
- 1985 : Les Enquêtes du commissaire Maigret, épisode Maigret au Picratt’s, de Philippe Laïk
- 1985 : Fugue en femme majeure (scénario Jenny Arasse) de Patrick Villechaize
- 1989 : Le Masque, épisode Quand le diable ricane d’Armand Wahnoun

## Théâtre, café-théâtre et cabaret
- 1963 : Les parapluies de Maximilien Decroux, avec Jean-Pierre Sentier, Crazy Horse Saloon
- 1968 : Les Ïatus de François Migeat, avec Armand Wahnoun, acteur et metteur en scène, divers café-théâtres
- 1969 : Machi-Machi de François Migeat, acteur et metteur en scène, divers café-théâtres
- 1972 : Potage Vénitien de François Migeat, acteur et metteur en scène, divers café-théâtres
- 1969-1970 : Une tempête d'Aimé Césaire, mise en scène Jean-Marie Serreau, Festival d’Hammamet, Biennale de Venise, Théâtre de Boulogne-Billancourt, Théâtre de la Cité internationale, Théâtre de Sartrouville
- 1969 : Off limits d'Arthur Adamov, mise en scène Gabriel Garran, Théâtre de la Commune
- 1970 : Octobre à Angoulême de Jean Thévenin, mise en scène André-Louis Perinetti, Théâtre de la Cité internationale
- 1971 : Hanafuda, de Shuji Terayama, mise en scène Nicolas Bataille, Théâtre Pigall’s
- 1971 : Béatrice du Congo de Bernard Dadié, mise en scène Jean-Marie Serreau, Théâtre de la Tempête
- 1972-1976 : Le printemps des bonnets rouges de Paol Koenig, mise en scène Jean-Marie Serreau, Théâtre de la Tempête
- 1979 : Sans issue de François Migeat, acteur et metteur en scène, cabarets puis Théâtre de la Villette
- 1990 : L’Éventail de Carlo Goldoni, mise en scène Gilles Guillot, Théâtre Paris Plaine
- 1992 : Bertrand de Sławomir Mrożek, mise en scène Isa Mercure, Péniche Théâtre